# Santosh Gujrathi Vidit
Santosh Gujrathi Vidit (meist Vidit Gujrathi oder nur Vidit, auch Santosh Vidit oder nur Gujrathi; 24. Oktober 1994 in Nashik, Maharashtra oder Indore) ist ein indischer Schachgroßmeister.

## Karriere
Im Jahre 2008 gewann Vidit die U14-Weltmeisterschaft in Vũng Tàu, bei der U16-WM 2009 in Kemer wurde er hinter S. P. Sethuraman Zweiter. Bei der U20-Weltmeisterschaft 2013 in İzmit belegte er den dritten Platz. Beim Schach-Weltpokal 2015 in Baku verlor er in der ersten Runde gegen Lázaro Bruzón, beim Schach-Weltpokal 2017 schaffte er es nach Siegen gegen Neuris Delgado Ramírez und Lê Quang Liêm in die dritte Runde, in der er gegen Ding Liren verlor.
Seit Oktober 2009 trägt er den Titel Internationaler Meister. Seit Januar 2013 ist er Großmeister. Der Titel wurde ihm im Alter von 18 Jahren und drei Monaten verliehen. Im September 2017 überstieg er erstmals die Elo-Marke von 2700, was zuvor nur Viswanathan Anand, K. Sasikiran und P. Harikrishna gelungen ist. Über mehrere Zeiträume zwischen Januar 2020 und April 2023 belegte er den zweiten Platz unter den indischen Spielern in der Weltrangliste. Im Februar 2024 erreichte er mit dem 13. Platz der Weltrangliste seine bisher höchste Platzierung.
Er gewann im Oktober/November 2023 das Fide Grand Swiss Turnier 2023 mit 8,5/11 vor Hikaru Nakamura und Andrei Jessipenko, obwohl er die erste Runde gegen Erwin l’Ami verlor. Damit qualifizierte sich Vidit für das Kandidatenturnier 2024 in Toronto. Dort belegte er mit 6 aus 14 Punkten (+3, −5, =6) den sechsten Platz.

## Nationalmannschaft
Mit der indischen Nationalmannschaft nahm Vidit an den Schacholympiaden 2016, 2018,  2022 und 2024 teil, ebenso an den beiden Online-Schacholympiaden 2020 und 2021. Nach der Mannschaftsweltmeisterschaft 2015 erreichte er 2017 in Chanty-Mansijsk das drittbeste Ergebnis am Spitzenbrett.
Bei der asiatischen Mannschaftsmeisterschaft 2016 gewann er mit der Mannschaft und erzielte gleichzeitig das beste Einzelergebnis am dritten Brett.

## Vereine
In der chinesischen Mannschaftsmeisterschaft spielte Vidit 2017 und 2019 für die Mannschaft aus Shanghai, mit der er jeweils den Titel gewann, und 2018 für Chengdu, in der tschechischen Extraliga spielt er seit 2018 für den 1. Novoborský ŠK, mit dem er beim European Club Cup 2018 und 2019 jeweils den zweiten Platz erreichte. In der spanischen División de Honor spielte er 2017 für CA Solvay, in der ungarischen Mannschaftsmeisterschaft in der Saison 2017/18 für DVTK Sport Korlátolt Felelősségű Társaság. In der deutschen Bundesliga spielte Vidit in der Saison 2019/21 für die SV 1930 Hockenheim.